# Gniazdowanie kooperatywne

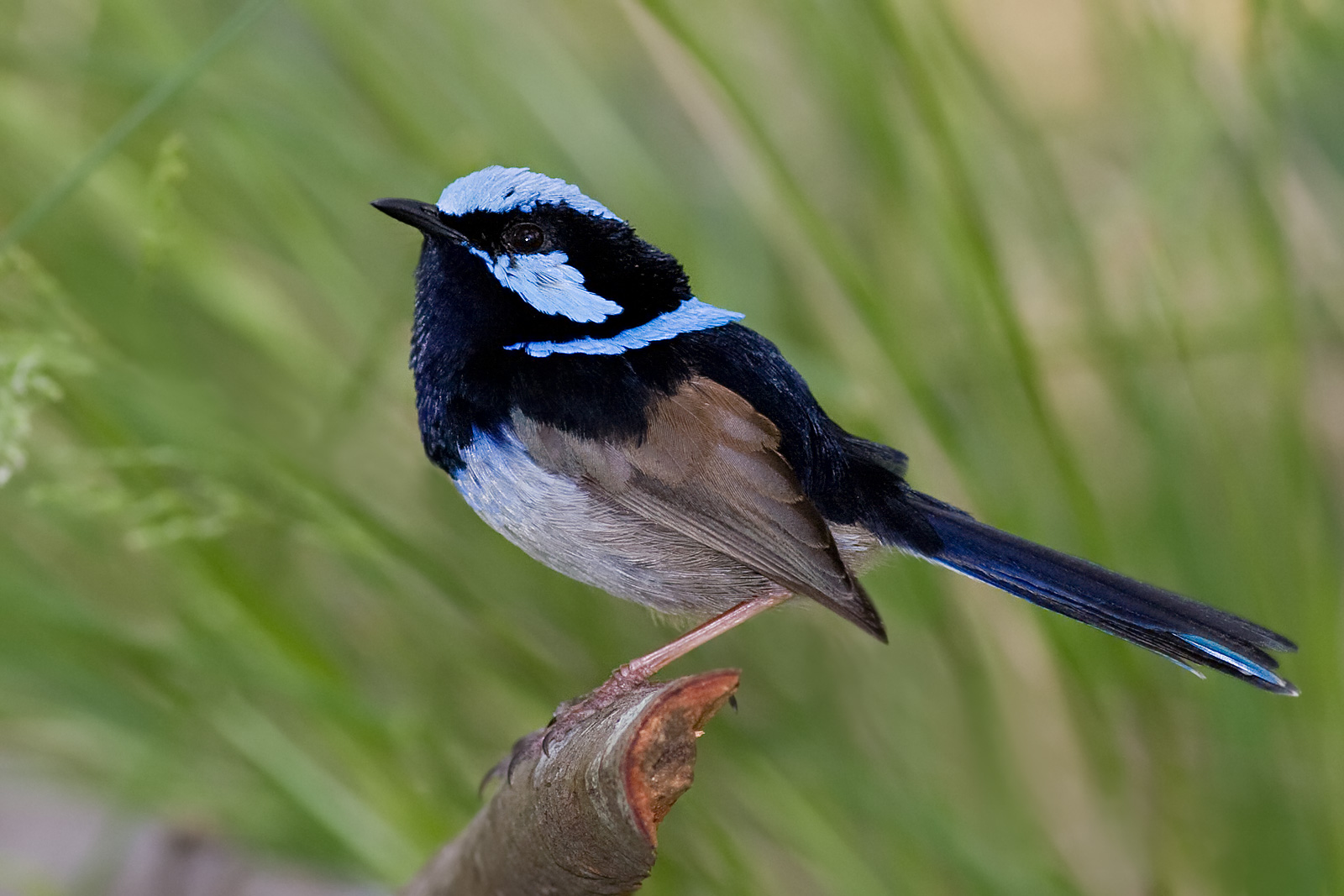
Chwostka szafirowa (Malurus cyaneus) jest dobrym przykładem gniazdowania kooperatywnego

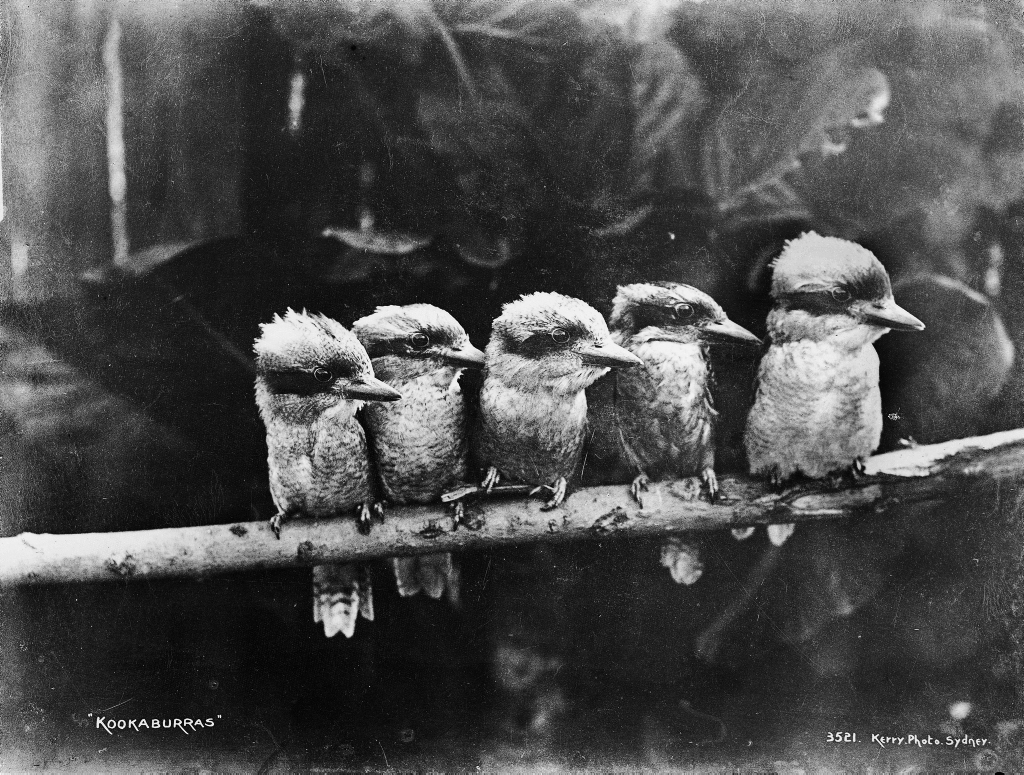
Czarno-białe zdjęcie przedstawiające młode kukabury chichotliwej

Gniazdowanie kooperatywne – takie gniazdowanie u ptaków, podczas którego osobniki inne niż rodzice pomagają opiekować się pisklętami. Co najmniej 300 gatunków ptaków odchowuje młode w ten sposób. Badania wykazały, że jest ono najbardziej rozpowszechnione wśród wróblowych.
Istnieją dwie formy gniazdowania kooperatywnego:
- Młode ptaki nielęgowe pomagają chronić i karmić potomstwo. Dobrym przykładem są kukabury chichotliwe (Dacelo novaeguineae) – młode z poprzedniego lęgu pomagają rodzicom opiekować się swym rodzeństwem. Młode kagu (Rhynochetos jubatus) pozostają na terytorium rodziców nawet do sześciu lat pomagając karmić kolejne pisklęta zanim same założą własne gniazdo. U skałowronów (Corcorax melanorhamphos) młode pomagają nawet w budowie gniazda.
- Obowiązki związane z opieką młodych są podzielone na kilku rodziców. Badania wykazały, że takie młode dostają więcej owadów na godzinę. Przykładem jest chwostka szafirowa (Malurus cyaneus), która może tworzyć małe grupy 3 do 5 osobników gdzie obok pary posiadającej potomstwo na niewielkim terytorium przebywają wspomagające je w karmieniu młodych i ochronie terytorium.

Nie wiadomo, dlaczego gniazdowanie kooperatywne wyewoluowało u jednych gatunków ptaków, a u drugich nie. Nawet w obrębie danej rodziny ptaków może ono występować u jednych gatunków, a u innych nie, podczas gdy podobne zachowania mogą pojawiać się u niespokrewnionych bliżej z danym gatunkiem ptaków.